# Suevic
Le Suevic est un paquebot britannique mis en service en 1901. Il est construit par les chantiers Harland and Wolff de Belfast, pour la White Star Line. C'est le cinquième et dernier navire de la classe Jubilee, mise en place à la fin du XIXe siècle spécialement pour assurer la ligne Liverpool—Le Cap—Sydney.
Sa carrière est sans histoire jusqu'en 1907. Le 17 mars, le navire s'échoue au sud des côtes de l'Angleterre, mais le sauvetage est rapide et tous les passagers et membres de l'équipage sont évacués au cours de la plus grande opération jamais menée par la Royal National Lifeboat Institution. Sa structure semblant en grande partie récupérable, le navire est délibérément brisé en deux et une nouvelle proue est ajoutée. Il reprend par la suite son service et connaît une interruption durant la Première Guerre mondiale, étant réquisitionné comme transport.
Le Suevic sert en Norvège en tant que baleinier sous le nom de Skytteren à partir de 1928. Durant la Seconde Guerre mondiale, il est forcé de se saborder en 1942 pour éviter sa capture par les Nazis.

## Histoire

### Conception et construction
Quand la White Star Line inaugure son service entre Liverpool et Sydney en 1899, elle assigne trois navires à cette route : l’Afric, le Medic et le Persic. Tous trois sont des navires à une cheminée qui jaugent 12 000 tonneaux de jauge brute et sont conçus pour transporter 320 passagers de troisième classe. Ces navires étant lancés la dernière année du XIXe siècle, ils appartiennent à la classe Jubilee, en accord avec l'engouement populaire pour le nouveau siècle. Cette route se montrant très populaire pour les immigrants en direction de l'Australie, la White Star décide rapidement de commander deux nouveaux navires pour cette classe, ces deux étant légèrement plus grands que les trois premiers. Le premier d'entre eux, le Runic (deuxième du nom), est lancé le 25 octobre 1900. Le deuxième, le plus imposant de la classe, est le Suevic, jaugeant 12 541 tjb. Le Runic et le Suevic présentent quelques petites modifications dans leur conception, les plus visibles étant l'allongement du pont de poupe et le déplacement de la passerelle plus près de la proue. Ces navires peuvent transporter 400 passagers et comportent sept cales dont certaines sont réfrigérées.

### Au service de la White Star Line
Le Suevic est lancé le 8 décembre 1900 dans les chantiers navals Harland and Wolff de Belfast et effectue son voyage inaugural à destination de Sydney le 23 mars 1901. Peu après, ses sister-ships et lui sont employés comme transport de troupes dans le cadre de la seconde guerre des Boers en Afrique du Sud. En août 1901, il effectue son unique voyage entre Liverpool et New York. La guerre des Boers terminée, la White Star peut enfin instaurer un service mensuel régulier à destination de l'Australie.

### Naufrage

#### Erreur de navigation

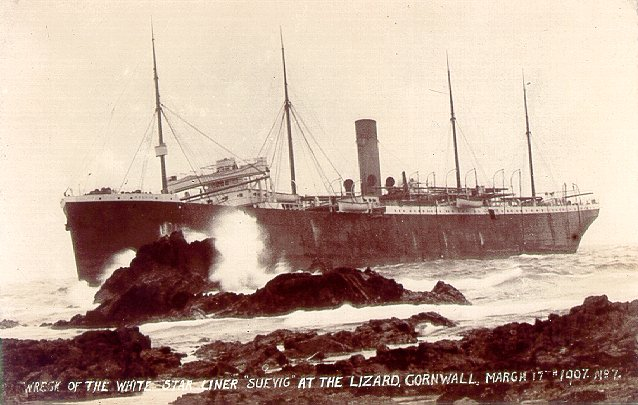
L'épave du Suevic dans les Cornouailles le 17 mars 1907.

Les six premières années de service du Suevic ne connaissent pas d'événement particulier, mais le malheur frappe par la suite le navire. Le 2 février 1907, il quitte Melbourne avec des arrêts prévus au Cap, à Tenerife, à Plymouth, à Londres et à Liverpool, sous le commandement de Thomas Jones. Le 17 mars, il est en route pour Liverpool avec 382 passagers, 141 membres d'équipage, et des cales presque pleines, contenant notamment des milliers de carcasses de moutons pour 400 000 £.
Vers midi, le navire se trouve à 140 milles de la côte sud-ouest de l'Angleterre. Cette partie de la côte présente de nombreux dangers pour la navigation, à cause de ses eaux peu profondes, de ses rochers pointus, et du brouillard dense qui y tombe souvent, ce qui fait que la zone est généralement évitée. Cependant, dans l'après-midi, le navire pénètre une dense nappe de brouillard. Vers 22 heures, les officiers du navire sont incapables de déterminer la position du navire grâce aux étoiles, et ils tentent donc d'utiliser le phare du cap Lizard (souvent appelé « le Lizard »), qu'ils découvrent bientôt. Grâce à la lumière, ils calculent qu'il n'est pas à moins de 10 milles, et qu'ils sont donc en sécurité. En dépit du brouillard, l'équipage pousse ainsi le navire à pleine vitesse sans sonder le fond de la mer pour s'assurer qu'il n'approche pas du rivage.
Vingt minutes après avoir aperçu le phare, le navire heurte violemment et à pleine vitesse les rochers de Maenheere Reef, à un quart de mille du Lizard. Le Suevic est alors 16 milles plus près du rivage que ne le pensait l'équipage.

#### Sauvetage
Jones fait tout d'abord plusieurs tentatives pour dégager le navire des rochers, en mettant les machines en arrière toute, mais en vain. En dépit de sa situation, le navire ne semble pas devoir couler. Le capitaine fait donc tirer des fusées de détresse, et des sauveteurs locaux arrivent, permettant à tous les passagers et membres d'équipage d'atteindre le rivage en sécurité,.
L'opération de sauvetage est menée par la Royal National Lifeboat Institution (RNLI) et devient la plus grande opération menée par cette institution en cent quatre-vingt-trois ans d'histoire. Les canots de la RNLI, menés par des volontaires locaux du Lizard, de Cadgwith, Coverack et Porthleven, qui sauvent tous les passagers, dont soixante-dix bébés, de même que l'équipage. L'opération dure seize heures. Pour récompenser les efforts fructueux des sauveteurs, trois médailles d'argent de la RNLI sont remises à des volontaires, et deux à des membres d'équipage du Suevic pour leurs actes. En mars 2007, une cérémonie célèbre le centième anniversaire du sauvetage.

#### Récupération

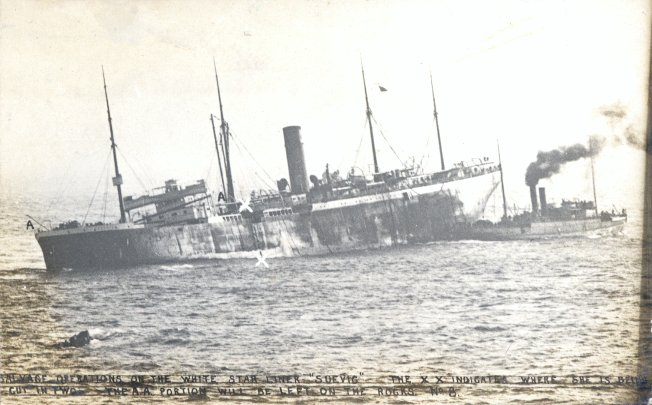
La récupération du Suevic : les deux croix blanches indiquent l'endroit où le navire va être découpé. Les deux A délimitent la portion du navire laissée sur le rocher.

La partie avant du navire est sévèrement endommagée, mais pas irrémédiablement, et le reste du navire, dont les chaudières et les machines, n'est pas endommagé du tout. On pense alors que, si le navire peut être allégé, la marée pourra le dégager des rochers, et qu'il pourra naviguer jusqu'à un port. Suivant cette idée, trois jours plus tard, le 20 mars, la cargaison du navire est déchargée dans d'autres navires. Il semble tout d'abord que la manœuvre va réussir, mais une semaine plus tard, après plusieurs tentatives menées par d'autres navires pour dégager le Suevic des rochers, le temps se détériore, et les vagues le poussent plus loin sur les rochers, d'où il ne peut pas être dégagé.
Avec la proue endommagée et irrémédiablement échouée, et le risque de voir le temps empirer, susceptible de démolir complètement le navire, les dirigeants de la White Star décident de recourir à une méthode inhabituelle : sauver la majeure partie du navire qui n'est ni échouée, ni endommagée, en la séparant de la proue. Le Suevic, comme les autres navires de la White Star, a été construit avec des compartiments étanches par mesure de précaution. Des ingénieurs en profitent pour placer des charges de dynamite pour briser la proue au niveau de la cloison juste à l'arrière de la passerelle, le 4 avril. La manœuvre est fructueuse, et la partie arrière du navire flotte, libre. Les compartiments étanches restent indemnes, et le Suevic peut naviguer par ses propres moyens, en marche arrière, guidé par des remorqueurs, jusqu'à Southampton,. La proue endommagée est laissée sur les rochers pour être démolie.

#### La reconstruction du «plus grand navire au monde»

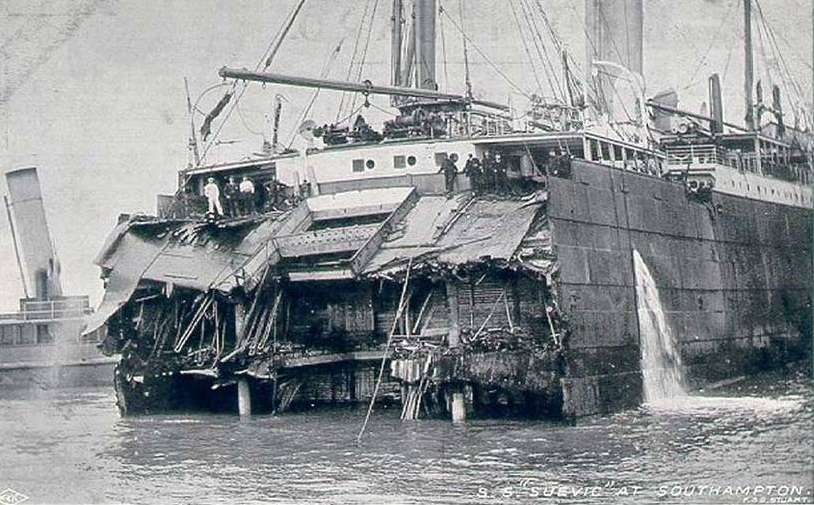
Le Suevic à Southampton, en attente de sa nouvelle proue.

La White Star commande ensuite aux chantiers Harland and Wolff de Belfast une nouvelle proue de 64 mètres, qui est lancée en octobre 1907. On dit souvent, à cette époque, que le Suevic est le plus long navire du monde, avec sa proue à Belfast et sa poupe à Southampton. La nouvelle proue est ensuite remorquée jusqu'aux chantiers J.I. Thorneycroft & Co. de Southampton, où elle arrive le 26 octobre. À la mi-novembre, elle est en place et est raccordée au reste du navire. La proue est parfaitement à la bonne taille, preuve du savoir-faire des ingénieurs d'Harland & Wolff. Ces travaux sont menés par l'architecte naval Thomas Andrews, qui acquiert ainsi une certaine réputation. L'année suivante, il est chargé de la conception des navires de classe Olympic à laquelle appartient le célèbre Titanic. Dix mois plus tard, après la plus grande tentative de reconstruction d'un navire au monde, le 14 janvier 1908, le Suevic est achevé et reprend du service.

### En guerre
Lorsque la Première Guerre mondiale débute, de nombreux navires britanniques sont réquisitionnés. Leur capacité à transporter de la viande dans leurs cales réfrigérées fait que les navires de classe Jubilee restent en service commercial pour pouvoir rapporter des provisions et soutenir l'effort de guerre. Cependant, ils transportent parfois des troupes sur leur route habituelle. Le Suevic effectue ainsi une traversée en mars 1915, transportant des troupes britanniques à Mudros pour la bataille des Dardanelles. À partir de cette date, et jusqu'à 1919, le Suevic opère dans le cadre du British Navy's Liner Requisition Scheme et non pour la White Star, mais reste sur la route de l'Australie.

### SSSkytteren

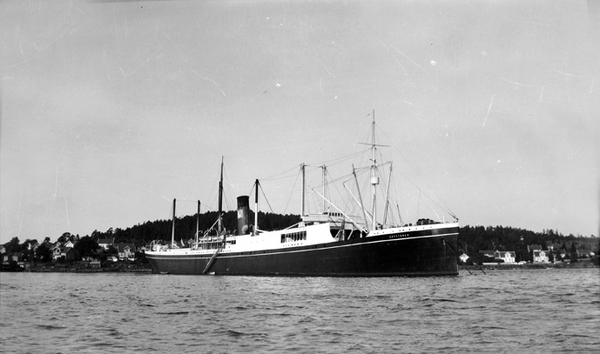
Le Skytteren vers 1930.

Après la guerre, la White Star fait subir une refonte au Suevic, y rajoutant des installations pour 266 passagers de deuxième classe, puis l'envoie sur la route de l'Australie. En mars 1924, il effectue son cinquantième voyage sur cette route. En 1928, le Suevic, de par son âge, est vendu à l’Yngvar Hvistendahl's Finnhval A/S pour 35 000 £. Il est renommé Skytteren et envoyé aux chantiers Germaniawerft de Kiel pour être converti en baleinier.
Quand l'Allemagne nazie envahit la Norvège en 1940, au début de la Seconde Guerre mondiale, le Skytteren est abrité dans le port neutre de Göteborg, en Suède, avec d'autres navires norvégiens, en avril. Le gouvernement norvégien en exil en revendique la propriété, contestée par le gouvernement Nasjonal Samling qui occupe le pays. Cependant, un tribunal répond aux revendications du gouvernement exilé.
Le 1er avril 1942, quinze navires norvégiens stationnés à Göteborg tentent de gagner les eaux alliées, où ils pourront rejoindre un groupe de navires de guerre britanniques pour les protéger. Cependant, la Suède ne permet pas aux navires norvégiens d'utiliser ses eaux neutres à cette fin, et des navires suédois conduisent les évadés à des navires de guerre allemands en attente. Sur quinze navires, deux atteignent les îles britanniques, six sont coulés par les Allemands, deux capturés, trois retournent à Göteborg, et deux, dont le Skytteren, se sabordent dans les eaux de Maseskär, en Suède. Leurs équipages deviennent prisonniers de guerre. L'épave du Suevic/Skytteren est toujours dans ces eaux, la proue tournée vers l'ouest.